# Букувка (Стараховицький повіт)
Букувка (пол. Bukówka) — село в Польщі, у гміні Павлув Стараховицького повіту Свентокшиського воєводства.
Населення — 208 осіб (2011).
У 1975-1998 роках село належало до Келецького воєводства.

## Демографія
Демографічна структура на день 31 березня 2011 року:
|          | Загалом | Допрацездатний вік | Працездатний вік | Постпрацездатний вік |
| -------- | ------- | ------------------ | ---------------- | -------------------- |
| Чоловіки | 101     | 18                 | 67               | 16                   |
| Жінки    | 107     | 24                 | 58               | 25                   |
| Разом    | 208     | 42                 | 125              | 41                   |